# Friedrich Curschmann
Karl Friedrich Curschmann (Berlín, 21 de juny de 1805 – Langfuhr, prop de Danzig, 24 d'agost de 1841) fou un cantant i compositor alemany.
Estudià per advocat durant alguns anys, estudis que al final abandonà portat per la seva gran afició a la música, anant a Kassel, ciutat en què estudià composició i harmonia durant quatre anys sota la direcció dels mestres Hauptmann i Spohr.
Se i deuen moltes composicions religioses, i es va fer vertaderament popular amb els seus nombrosos lieders, per més que en aquests s'hi noti un cert rebuscament en l'harmonia i una forma potser massa treballada.
Entre les seves obres hi figuren l'opereta Abdal & Evenich, l'escena lírica titulada Romeo, 29 cançons amb acompanyament del piano, composicions religiosesi dues melodies a tres veus. El 1871 es publicà una edició completa de les seves obres.